# Bossiaea linophylla
Bossiaea linophylla là một loài thực vật có hoa trong họ Đậu. Loài này được R.Br. miêu tả khoa học đầu tiên.